# سیلوا میناسیان
سیلوا (زیگفریدا) آرشاویری میناسیان (ارمنی: Սիլվա (Զիգֆրիդա) Արշավիրի Մինասյան؛ انگلیسی: Silva Minasyan؛ ۲ ژوئیهٔ ۱۹۲۶ - ۷ اکتبر ۲۰۰۰) رقصنده باله اهل ارمنستان بود. وی بین سال‌های - تا - میلادی فعالیت می‌کرد.

## زندگی‌نامه
وی در ۲ ژوئیهٔ ۱۹۲۶ در ایروان به دنیا آمد و از دانشکده دولتی هنر رقص ایروان (۱۹۴۴) فارغ‌التحصیل گشت. وی همچنین برنده جوایزی همچون هنرمند مردمی ارمنستان شوروی (۱۹۶۳) شد. وی در ۷ اکتبر ۲۰۰۰ در سن ۷۴ سالگی در ایروان درگذشت.